# Murchad mac Áedo
Murchad mac Áedo était un roi de Connacht issu des Uí Briúin branche des Connachta. Il règne de 839 à 840.
Murchad mac Áedo appartient au sept Síl Cathail, il est l'arrière-petit-fils du fondateur de ce sept Cathal mac Muiredaig (mort en 735),. Son grand père Fogartach mac Cathail (floruit 789) a été prétendant au trône de Connacht. Il est le premier membre du sept Síl Cathail à monter sur le trône
depuis 782 et à être reconnu comme roi tant par les annales que par les Listes de Rois. Le sept Síl Muiredaig avait dominé le royaume entre 796 et 839 bien que son oncle, Máel Cothaid mac Fogartaig (floruit 818), semble avoir été un moment co-régent vers 815. On ignore tout de son règne seule la date de sa mort est enregistrée dans les annales,.

## Sources
- (en) Francis John Byrne, Irish Kings and High-Kings, Londres, Batsford, 1973 (ISBN 0-7134-5882-8).
- (en) T.W Moody, F.X. Martin et F.J. Byrne, A New History of Ireland IX Maps, Genealogies, Lists. A companion to Irish History part II, Oxford, Oxford University Press, 2011, 690 p. (ISBN 978-0-19-959306-4).
- (en) Donnchadh Ó Corráin, Ireland before the Normans, Dublin, Gill & Macmillan, 1972, 210 p.